# Office lady

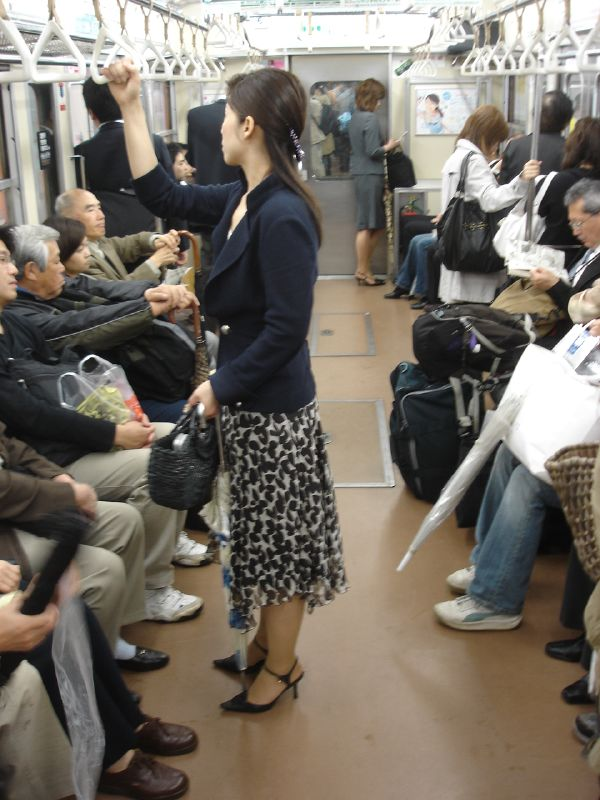
Een mogelijke Office lady

Office Lady (Japans: オフィスレディー, Romaji: Ofisuredī, afgekort: OL) is een 'neerbuigende' en stereotyperende Japanse term voor een vrouwelijke kantoormedewerker. Het is een Japans woord, dat de twee Engelse woorden Office en Lady heeft samengevoegd en daar een eigen betekenis aan heeft gegeven. Theoretisch kan iedere vrouwelijke Japanse werknemer een OL worden genoemd, alleen wordt hier in de Japanse context eerder een jonge en ongetrouwde vrouw mee aangeduid. De taken van deze vrouwelijke medewerkers omvatten onder andere het serveren van thee en eenvoudig administratief werk. Deze bedienden zijn in vaste dienst, hun inkomen is niet beduidend hoog en de kansen op promotie zijn schaars.
In het begin van de jaren zestig werd een vrouwelijke administratieve medewerker een 'business girl' (Japans: ビジネス　ガール, Romaji: bijinesu gaaru, afgekort: BG) genoemd. Bovendien een andere hedendaagse benaming is 'bloem op de werkvloer' (Japans: 職場の花, Romaji: shokuba no hana), maar deze term is minder populair dan office lady. Deze jonge ongetrouwde vrouwelijke werkkrachten voelen de druk om te trouwen vanuit de samenleving, en de werkvloer zelf, om maar niet de stempel 'vrouwelijke werknemer van middelbare leeftijd' (Japans: 御局, Romaji: otsubone) te krijgen, want vrouwen met deze stempel worden gezien als te oud om mee te trouwen, en zij zullen daardoor eerder geneigd zijn om ontslag te nemen.
Alhoewel de indruk bestaat deze groep kansloos is op de werkvloer, laat Karen Kelsky (1999) zien dat deze gemarginaliseerde groep op de werkvloer hun penibele positie kunnen omzetten in opportuniteiten zoals trainingen en ervaringen in het buitenland. Daarnaast is er een trend om OL's in hun werk te ontzien door de aankoop van drankenautomaten en inhuren van externe schoonmaakbedrijven.